# ميس جيجيانغي
ميس جيجيانغي (الاسم العلمي:Celtis chekiangensis) هو نوع من النباتات يتبع جنس الميس من الفصيلة القنبية.